# Allsarpasjön
Allsarpasjön är en sjö i Sävsjö kommun i Småland och ingår i Lagans huvudavrinningsområde. Sjön är 2 meter djup, har en yta på 1,26 kvadratkilometer och är belägen 194 meter över havet. Sjön avvattnas av vattendraget Tälla Kanal. Vid provfiske har bland annat abborre, braxen, gädda och karpfisk (obestämd) fångats i sjön.

## Delavrinningsområde
Allsarpasjön ingår i det delavrinningsområde (634846-142220) som SMHI kallar för Utloppet av Allsarpasjön. Avrinningsområdets medelhöjd är 208 meter över havet och ytan är 6,6 kvadratkilometer. Det finns ett delavrinningsområde uppströms, och räknas det in blir den ackumulerade arean 27,23 kvadratkilometer. Tälla Kanal som avvattnar avrinningsområdet har biflödesordning 4, vilket innebär att vattnet flödar genom totalt 4 vattendrag innan det når havet efter 215 kilometer. Delavrinningsområdet består mestadels av skog (57 procent) och jordbruk (12 procent). Avrinningsområdet har 1,25 kvadratkilometer vattenytor vilket ger det en sjöprocent på 18,9 procent.

## Fisk
Vid provfiske har följande fisk fångats i sjön:
- Abborre
- Braxen
- Gädda
- Karpfisk obestämd
- Löja
- Mört
- Sarv
- Sutare